# Лейксайд (Міссурі)
Лейксайд (англ. Lakeside) — місто (англ. city) в США, в окрузі Міллер штату Міссурі. Населення — 0 осіб (2010).

## Географія
Лейксайд розташований за координатами 38°12′5″ пн. ш. 92°37′30″ зх. д. / 38.20139° пн. ш. 92.62500° зх. д. (38.201487, -92.625015).  За даними Бюро перепису населення США в 2010 році місто мало площу 1,73 км², з яких 0,96 км² — суходіл та 0,77 км² — водойми.